# César Colnago
César Roberto Colnago ou simplesmente César Colnago (Itarana, 22 de julho de 1958) é um médico e político brasileiro, filiado ao Movimento Democrático Brasileiro (MDB). Foi vice-governador do estado do Espírito Santo entre 2015 e 2018. Em fevereiro de 2017, governou o estado interinamente por dez dias enquanto o governador Paulo Hartung tratava de um tumor na bexiga.

## Biografia
Ingressou no movimento estudantil na época em que foi estudante universitário. Formado em Medicina pela Universidade Federal do Espírito Santo, foi membro fundador do PSDB no Espírito Santo. Foi Secretário de Meio Ambiente e em seguida assumiu a Secretaria de Educação da Prefeitura de Vitória.
Ingressou na política elegendo-se por três mandatos consecutivos de vereador (1993-2002), neste mesmo período foi presidente Câmara Municipal de Vitória (1997/1998).  Mais tarde, foi eleito para dois mandatos de deputado estadual (2003-2010). Foi também presidente da Assembleia Legislativa (2005-2006). Atuou como líder do governo Paulo Hartung em duas ocasiões. Foi deputado federal pelo Espírito Santo de 2010 a 2014, sendo escolhido para exercer o cargo de vice líder do PSDB na Câmara dos deputados. Foi membro titular da Comissão de Constituição, Justiça e Cidadania da Câmara dos Deputados.
Indicado na categoria "Parlamentares em Ascensão" 2012, conforme Ranking do DIAP - Departamento Intersindical de Assessoria Parlamentar. Esteve também como Membro Titular do Conselho de Ética e Decoro Parlamentar da Câmara dos Deputados.[carece de fontes?]
Em uma seleção feita pela revista Veja, dos melhores deputados federais do Brasil nos anos de 2011 e 2012 , César Colnago ficou em 6º lugar.[carece de fontes?]
Em 2 de fevereiro de 2017 assumiu interinamente o Governo do Estado do Espírito Santo por 10 dias. Dois dias depois uma grave crise na Segurança Pública do Estado, gerada por uma greve ilegal por parte da Polícia Militar. O então Governador Paulo Hartung viajava para o Estado de São Paulo para retirada de um tumor maligno da bexiga.

## Obras publicadas
- ESPÍRITO SANTO (Estado). Assembleia Legislativa do Estado do Espírito Santo: Biênio 2005/2006. Vitória: Assembleia Legislativa, 2006.[3]
- Plano Estratégico de Desenvolvimento da Agricultura Capixaba: novo PEDEAG 2007/2025. Vitória: Secretaria de Estado da Agricultura, Abastecimento, Aquicultura e Pesca, 2007.[3]
- SEAG 2007/2009: Ações do Sistema Público Agropecuário do Estado do Espírito Santo. Vitória: Secretaria de Estado da Agricultura, Abastecimento, Aqüicultura e Pesca, 2007.[3]
- A História da Agricultura no Espírito Santo. Vitória: Secretaria de Estado da Agricultura, Abastecimento, Aqüicultura e Pesca, 2008.[3]
- PACTO pela paz: ciclos de debates "sociedade e violência". Vitória: Assembleia Legislativa, 2006.[3]